# Ковпитська сільська рада
Ковпи́тська сільська́ ра́да — орган місцевого самоврядування у Чернігівському районі Чернігівської області. Адміністративний центр — село Ковпита.

## Загальні відомості
Ковпитська сільська рада утворена в 1921 році.
- Територія ради: 77,59 км²
- Населення ради: 1814 особи (станом на 2001 рік)

## Населені пункти
Сільській раді підпорядковані населені пункти:
- с. Ковпита
- с-ще Ревунів Круг
- с. Червоне
- с. Шульгівка

## Склад ради
Рада складається з 16 депутатів та голови.
- Голова ради: Печерна Алла Андріївна
- Секретар ради: Пустовойт Надія Володимирівна

### Керівний склад попередніх скликань
| ПІБ                    | Основні відомості                                                         | Дата обрання | Дата звільнення |
| ---------------------- | ------------------------------------------------------------------------- | ------------ | --------------- |
| Печерна Алла Андріївна | Сільський голова, 1961 року народження, освіта вища, член Народної партії | 26.03.2006   | 31.10.2010      |
| Печерна Алла Андріївна | Сільський голова, 1961 року народження, освіта вища, член Партії регіонів | 31.10.2010   |                 |

Примітка: таблиця складена за даними джерела

### Депутати
За результатами місцевих виборів 2010 року депутатами ради стали:

#### За суб'єктами висування
| Суб'єкт висування | Кількість обраних депутатів | %    |
| ----------------- | --------------------------- | ---- |
| Партія регіонів   | 15                          | 93,8 |
| Самовисування     | 1                           | 6,3  |

#### За округами
| № округу        | Прізвище, ім'я, по батькові        | Дата визнання обраним | Освіта             | Партійна приналежність | Відомості про обраного депутата           |
| --------------- | ---------------------------------- | --------------------- | ------------------ | ---------------------- | ----------------------------------------- |
| Партія регіонів |                                    |                       |                    |                        |                                           |
| 1               | Комарницький Олег Миколайович      | 01.11.2010            | середня            | член Партії регіонів   | тимчасово не працює                       |
| 2               | Масюк Марія Григорівна             | 01.11.2010            | середня            | член Партії регіонів   | пенсіонер                                 |
| 3               | Денисенко Лідія Петрівна           | 01.11.2010            | вища               | член Партії регіонів   | ТОВ ім. Тищенка, головний бухгалтер       |
| 4               | Пустовойт Надія Володимирівна      | 01.11.2010            | вища               | член Партії регіонів   | Ковпитська сільськарада, секретар         |
| 5               | Кужель Надія Дмитрівна             | 01.11.2010            | середня спеціальна | член Партії регіонів   | Ковпитська амбулаторія, медсестра         |
| 6               | Кобзар Микола Михайлович           | 01.11.2010            | середня спеціальна | член Партії регіонів   | ТОВ ім. Тищенка, інженер                  |
| 7               | Прищеп Сергій Михайлович           | 01.11.2010            | середня            | член Партії регіонів   | тимчасово не працює                       |
| 8               | Черниченко Ганна Дмитрівна         | 01.11.2010            | середня спеціальна | член Партії регіонів   | ТОВ ім. Тищенка, завідувачка їдальні      |
| 9               | Помазна Людмила Миколаївна         | 01.11.2010            | вища               | член Партії регіонів   | Ковпитська загальноосвітня школа, вчитель |
| 10              | Буренок Сергій Федорович           | 01.11.2010            | середня спеціальна | член Партії регіонів   | Ревунівське лісництво, майстер            |
| 11              | Красюк Тетяна Прокопівна           | 01.11.2010            | вища               | член Партії регіонів   | Ковпитська загальноосвітня школа, вчитель |
| 12              | Пархоменко Валентина Олександрівна | 01.11.2010            | вища               | член Партії регіонів   | ТОВ ім. Тищенка, економіст                |
| 13              | Шульга Валентина Олександрівна     | 01.11.2010            | вища               | член Партії регіонів   | Ковпитська загальноосвітня школа, вчитель |
| 14              | Півень Ніна Степанівна             | 01.11.2010            | середня            | член Партії регіонів   | пенсіонер                                 |
| 16              | Коваль Євгеній Вікторович          | 01.11.2010            | вища               | член Партії регіонів   | підприємство «Чернігівлісгосп», лісничий  |
| Самовисування   |                                    |                       |                    |                        |                                           |
| 15              | Нештак Сергій Олександрович        | 01.11.2010            | середня            | позапартійний          | Чернігівська дистанція, робітник          |